# Wet verbetering poortwachter
De Wet verbetering poortwachter is een Nederlandse wet die op 1 april 2002 van kracht geworden is om langdurig ziekteverzuim te beperken.
De wet verlangt dat de werkgever en werknemer zich samen, met een arbodienst of gecertificeerde bedrijfsarts, inspannen om de betreffende zieke werknemer zo snel mogelijk weer aan het werk te krijgen. Uit de wet vloeien een aantal, vooral tijdsafhankelijke, verplichtingen waar aan voldaan moet worden om een eventuele loonsanctie van het UWV te voorkomen.

## Tijdsafhankelijke verplichtingen
Het eerste ziektejaar
- Ziektegevallen moeten uiterlijk binnen 1 week na de eerste ziektedag worden gemeld bij de arbodienst of bedrijfsarts.
- Na 6 weken ziekte dient een probleemanalyse te worden gemaakt door de arbodienst of bedrijfsarts. Mocht hieruit blijken dat de zieke werknemer niet meer kan terugkeren in eigen werk dan dient een re-integratietraject (spoor 2) te worden opgestart door de werkgever.
- Binnen 8 weken na de eerste ziektedag dient de werkgever in overleg met de werknemer een Plan van aanpak op te stellen.
- In de 42e week na de eerste ziektedag dient de werkgever de werknemer ziek te melden bij het UWV.
- Tussen 46 weken en 52 weken na de eerste ziektedag dient een eerstejaars-evaluatie te worden opgesteld door de werkgever, samen met de werknemer.

Het tweede ziektejaar
- Is de werknemer na 20 maanden nog ziek dan dient een re-integratieverslag te worden opgesteld door werkgever en werknemer.
- Tegen het einde van het tweede ziektejaar dienen werkgever en werknemer samen de eindevaluatie van het Plan van aanpak op te stellen.
- Indien de werknemer ziek blijft zal het UWV in de 87e week na de eerste ziektedag een WIA-aanvraagformulier naar de werknemer toesturen met het verzoek om dit samen met de eindevaluatie van het plan van aanpak en het re-integratieverslag in te dienen.
- Na beoordeling en goedkeuring van de WIA-aanvraag, het re-integratieverslag en de evaluatie van het Plan van aanpak zal het UWV een WIA-keuring uitvoeren.

## Inspanningsverplichtingen

### Werkgever
Indien het niet lukt om de werknemer (geheel) terug te laten keren in zijn/haar oude functie dan moet de werkgever hem/haar passend werk aanbieden. Dit kan bijvoorbeeld werken in deeltijd zijn of een ander dan wel aangepast takenpakket of een andere functie binnen het bedrijf. Indien passend werk gevonden wordt binnen het bedrijf of de organisatie dan is sprake van spoor 1. 
Indien binnen het bedrijf of de organisatie geen mogelijkheden voor passend werk aanwezig zijn dan moet de werkgever een arbeidsdeskundige inzetten: er zal gezocht moeten worden naar passend werk bij een ander bedrijf of organisatie: re-integratie in spoor 2

### Werknemer
De werknemer heeft ook verplichtingen jegens de werkgever en het aangeboden passende werk. Indien werknemer weigert het passende werk te aanvaarden kan dit mogelijk leiden tot stopzetting van het loon of zelfs ontslag.

## Financiële verplichtingen
De werkgever dient werknemers bij ziekte gedurende 2 jaar minimaal 70% van het loon door te betalen met in het eerste jaar de bijkomende verplichting om ten minste minimaal het wettelijk minimum loon door te betalen.

## Rol van het UWV
Het UWV dient in de 42e week na de eerste ziektedag van de werknemer de ziekmelding vanuit de werkgever te ontvangen en maakt vervolgens een dossier aan.
Het UWV verstuurt 87 weken na de eerste ziektedag een brief naar de nog zieke werknemer waarin gevraagd wordt om de WIA-aanvraag te doen via de website van UWV. 
Nadat de zieke werknemer de WIA-aanvraag ingestuurd beoordeelt het UWV de aanvraag in combinatie met het door de werkgever in te sturen re-integratieverslag en de eindevaluatie van het Plan van aanpak. 
Het UWV voert na beoordeling van deze stukken de WIA-keuring uit. 
Afhankelijk van de beoordeling en/of de keuring kan het UWV een besluiten nemen over:
- Toekenning van een WIA-uitkering aan de zieke werknemer
- Afwijzing van een WIA-uitkering indien werknemer te weinig inspanningen heeft gedaan om tot herstel te komen
- Het opleggen van een loonsanctie aan de werkgever indien de werkgever niet voldoende inspanning verricht heeft om de werknemer weer aan het werk te krijgen of dat de aan de diverse administratieve verplichtingen niet voldaan is.